# 平原印第安人手语
平原印第安人手语（英語：Plains Indian Sign Language，PISL），又称平原手语、平原手势谈话（Plains Sign Talk）或第一民族手语（First Nation Sign Language），是平原印第安人所使用的一种手语，曾因贸易交流用途而成为北美洲大平原部落间的通用语。除此之外，还用于平原部落内部讲述故事、演说、各种仪式期间，亦为聋哑人所日常使用。如今仍然没有任何证据能证明这种手语和任何一种口头语言有联系，平原印第安人手语一般被视为一种皮钦语。

## 历史
平原印第安人手语的历史起源并无书面记录，因此现代难以知晓。不过，当欧洲人到达新大陆时，就已经有关于此类平原民族通用手语的记载，这些民族分布于今日的墨西哥湾沿岸地区，包括得克萨斯州和墨西哥北部。在文献记载中提及这种手语的探险家有西班牙人卡贝萨·德瓦卡（Cabeza de Vaca），于1527年；科罗纳多（Francisco Vásquez de Coronado），于1541年。
近代以来，由于北美原住民人口骤减及文化欧洲化，平原手语的使用人口自欧洲人到达新大陆以后便处于持续衰减。1885年，据统计有11万“手语印第安人”，包括大平原地区的黑脚人、夏延人、苏人、基奥瓦人和阿拉帕霍人。到20世纪60年代，余下的手语使用者比重已经十分微小；到21世纪以来则更少。
威廉·菲洛·克拉克（William Philo Clark）曾在1885年首次出版其介绍平原手语的著作《印第安人手语》（The Indian Sign Language），他在北美印第安战争期间于大平原北部参军服役。

## 地理分布
根据记载，至少有分属12个语系、共37种口头语言的使用者使用平原手语，涵盖了超过260万平方公里的区域。在克罗人、夏延人和基奥瓦人之间高度发达，至今在克罗人、夏延人和阿拉帕霍人的族群间保持着影响力。

## 表达
平原手语的表达分为四个基本方面：手的位置、手的运动、手的姿态和手的朝向。
以下列出这四大方面下分的一些具体手势。它们并非各自独立的，一种具有含义的特定手势一般是这四个方面不同手势的综合。

### 姿势
美国民族学局在1881年发表了关于平原手语的研究，在手部姿势方面涵盖以下姿态，以英文字母标记：
- 握拳，拇指在其他四指前（A或B）
- 握拳，拇指在其他四指侧面（C）
- 五指攥紧，拇指触摸食指中部（D）
- 四指呈钩子状，拇指触摸食指的前端背侧（E）
- 四指呈钩子状，拇指放在手指的一侧（F）
- 四指呈钩子状，拇指触摸指尖（G）
- 四指略微弯曲，拇指位于食指的前端侧面（H）
- 握拳，食指呈钩子状，食指拇指握住尖端（I）
- 握拳，但食指完全伸出（J，K或M）
- 握拳，除食指和拇指伸出外，拇指在最后一个关节处弯曲，与食指形成直角（L）
- 握拳，但食指和中指完全伸出（N）
- 拇指，食指和中指指向上方并分开，无名指和小指水平弯曲（O）
- 所有手指向上并分开，呈掌托状（P和Q）
- 所有手指和拇指完全伸出并分开（R）
- 所有手指和拇指完全伸出并保持在一起（S和T）
- 四指聚拢到一个点，拇指放在中间（U）
- 手指略微弯曲，拇指位于食指侧（V）
- 所有手指和拇指伸展，放松（Y）

### 位置
不同的手部位置如下，位于躯干前的数种“中立位置”是最常见的手势位置。
- 躯干左侧
- 躯干右侧
- 中立位置（位于躯干前方）
- 略高的中立位置
- 略低的中立位置
- 略靠左的中立位置
- 略靠右的中立位置
- 口
- 鼻子
- 下巴前方
- 下巴下方
- 脸颊
- 眼睛
- 人中
- 前额
- 头顶（附在头顶）
- 头部侧面（附在耳朵上方的头部）
- 头部后方（附在头后）
- 头部右侧（头部右侧空间）
- 头部左侧（头部左侧空间）
- 脸部的右侧（脸部的右侧前方的空间）
- 脸部的左侧（脸部的左侧前方的空间）
- 头部上方
- 耳朵（附在耳朵上）
- 耳侧（耳朵侧面周围的空间）
- 臂腕
- 手掌正面
- 手掌背面
- 手的左侧
- 手的右侧
- 手的下侧
- 手的上侧
- 手指
- 脸部前方（脸前面的空间）
- 胸部
- 胸部右侧
- 胸部左侧
- 手肘
- 前臂
- 肩
- 脚

### 朝向
手掌有如下朝向：
- 上
- 下
- 左
- 右
- 朝向谈话者
- 远离谈话者

### 运动
平原手语包含如下的手部运动形式。在特定情况下会有重复运动：
| - 静止 - 向下 - 向上 - 向前 - 向后 - 向左 - 向右 - 向上的拱形 - 向下的拱形 - 向后的拱形 | - 向前的拱形 - 向左的拱形 - 向右的拱形 - 斜向右上 - 斜向左上 - 斜向右下 - 斜向右下 - 旋转 - 竖直画圆 - 水平画圆 |

## 文字
大部分美洲原住民语言缺少原生的书面文字，由于平原手语分布广泛，在19世纪末至20世纪初曾出现一套平原手语的书写方案，以手势的图形转化为主。

### 书目
- Bergmann, Anouschka; Kathleen Currie Hall; Sharon Miriam Ross. "Language Files". USA. Ohio State University, 2007.
- Bureau of American ethnology. "Annual report of the Bureau of American ethnology to the Secretary of the Smithsonian institution". Washington, DC. Government printing office, 1881.
- Cody, Iron Eyes. "Indian Talk". CA. Naturegraph Publishers, Inc, 1970.
- Davis, Jeffrey E. "Hand Talk". USA. Cambridge University Press, 2010.
- Tomkins, William. "Indian Sign Language". Toronto, Ontario. Dover Publications, Inc, 1969

## 延伸阅读

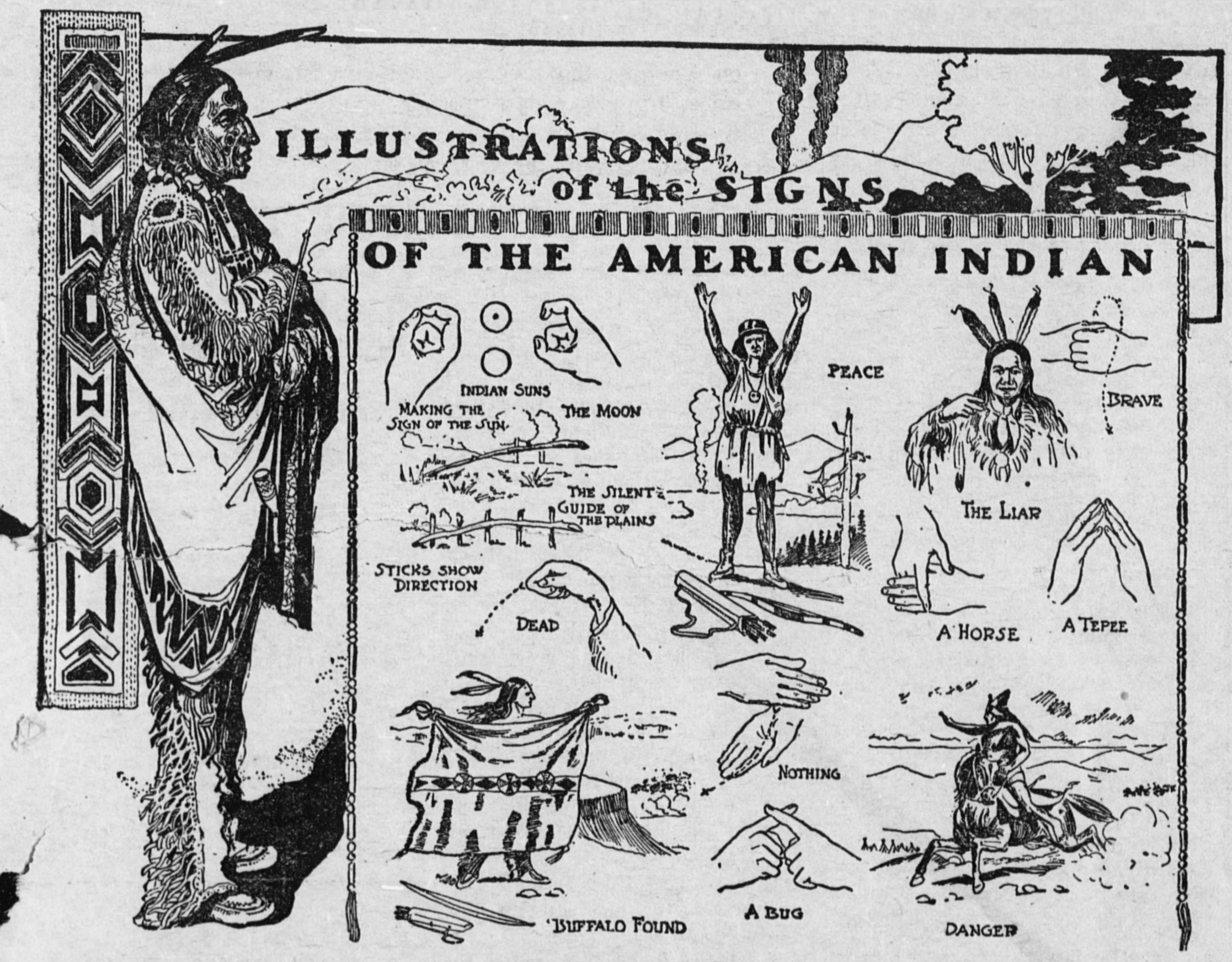
1900年报纸，展现了平原手语的数种手势

- Newell, Leonard E. (1981). A stratificational description of Plains Indian Sign Language. Forum Linguisticum 5: 189-212.
- "Sign Language Among North American Indians Compared With That Among Other Peoples And Deaf-Mutes," First Annual Report of the Bureau of Ethnology to the Secretary of the Smithsonian Institution, 1879-1880, Government Printing Office, Washington, 1881, pages 263-552 （页面存档备份，存于）
- Clark, William Philo. 1885. The Indian Sign Language （页面存档备份，存于）